# Scévas
Scévas est un grand prêtre juif du Ier siècle mentionné dans les Actes des Apôtres. Il apparaît dans Ac 19:14-16 quand ses sept fils tentèrent de pratiquer à Éphèse un exorcisme aux résultats désastreux.

## L’exorcisme des sept fils de Scévas
Les Actes présentent Scévas comme un grand prêtre juif qui avait sept fils. Ces derniers exerçaient la profession d’exorcistes juifs itinérants lorsqu’ils rencontrèrent Paul à Éphèse.
La ville d’Éphèse était connue dans tout le bassin méditerranéen comme un centre renommé où officiaient de nombreux exorcistes païens et juifs. Aussi, il est possible que les « fils de Scéva » tels qu’ils sont mentionnés dans le Nouveau Testament n’étaient pas réellement frères de sang, mais membres d’une guilde d’exorcistes dirigée par un prêtre du nom latin de Scévas.
Quoi qu’il en soit, devant le succès des exorcismes pratiqués par Paul à Éphèse, les fils de Scévas entreprirent également de tenter un exorcisme au nom de Jésus. Cependant, au nom de Jésus, l’homme possédé se jeta sur eux, les roua de coups et les dépouilla avant de les chasser :

« Certains exorcistes juifs itinérants entreprirent de prononcer le nom du Seigneur Jésus sur ceux qui étaient possédés par les esprits mauvais, en disant : « Je vous exorcise par ce Jésus que Paul proclame. » Les sept fils d’un certain Scévas, un grand prêtre juif, agissaient ainsi. Mais l’esprit mauvais leur répondit : « Jésus, je le connais ; Paul, je sais qui c’est ; mais vous, qui êtes-vous ? » Et, bondissant sur eux, l’homme en qui était l’esprit mauvais les maîtrisa tous avec une telle violence, qu’ils s’enfuirent de la maison, tout nus et couverts de blessures. Cela fut connu par tous les Juifs et les Grecs habitant Éphèse ; la crainte s’empara de tous, et l’on exaltait le nom du Seigneur Jésus. Beaucoup de ceux qui étaient devenus croyants venaient confesser publiquement les pratiques auxquelles ils s’étaient livrés. Bon nombre de ceux qui avaient pratiqué les sciences occultes rassemblaient leurs livres et les brûlaient devant tout le monde ; on en évalua le prix : cela faisait cinquante mille pièces d’argent. Ainsi la parole du Seigneur croissait et s’affermissait puissamment. »

— Ac 19:13-19